# Arhopala weelii
Arhopala weelii is een vlinder uit de familie van de Lycaenidae. De wetenschappelijke naam van de soort is voor het eerst geldig gepubliceerd in 1918 door Piepers & Snellen.